# Festival du film de Séoul
Le Festival du film de Séoul (SeNef) a été créé en 2000. Il récompense chaque année les meilleurs films asiatiques.
Les films récompensés : A Small Life de Michael Heath, Birthday de Stefan Jager, Get a Life de Joao Canijo, On Dirait le Sud de Vicent Pluss, Seven Days, Seven Nights de Joel Cano et A flower is not a flower de Jeong-hyun Park.